# موتور زند

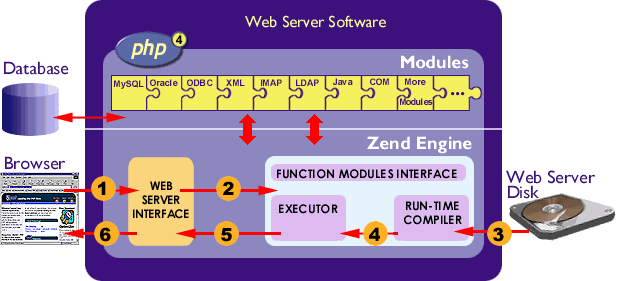
موتور زند برنامه نویسی

موتور زند (به انگلیسی: Zend Engine) یک موتور پردازه‌نویسی (یک ماشین مجازی) متن‌باز می‌باشد و بیشتر به دلیل تأثیر مهمی که در کنترل و هدایت زبان برنامه‌نویسی پی‌اچ‌پی دارد، شناخته شده‌است.

در ابتدا، این زبان توسط اندی گوتمانس و زیو سوراسکی وقتی که دانشجوی دانشگاه تخنیون (موسسه فناوری اسرائیل) بودند توسعه داده شده‌است. آن‌ها بعداً شرکت زند تکنالاجیز را در رمت گن - اسرائیل ایجاد نمودند.

نخستین نسخه از موتور زنذ در سال ۱۹۹۹ برای نسخه چهارم پی‌اچ‌پی توسعه داده شده‌است.

نسخه کنونی این ماشین مجازی، موتور زند دو است که در نسخه ۵ پی‌اچ‌پی فعال می‌باشد. کدهای اصلی موتور زند تحت اجازه‌نامه پی‌اچ‌پی در سال ۲۰۰۱ می‌باشد.

نرم‌افزار سازنده ادوبی فلش از این برنامه برای ارتباط بین flex و php استفاده می‌نماید.